# Kateřinice (powiat Vsetín)
Kateřinice – gmina w Czechach, w powiecie Vsetín, w kraju zlińskim. Według danych z dnia 1 stycznia 2012 liczyła 967 mieszkańców.
Zobacz też:
- Kateřinice